# Guillaume de l'Hôpital
Guillaume François Antoine, marquis de l'Hôpital (født 1661 i Paris, død 2. februar 1704 sammensteds) var en fransk matematiker. Han er mest kendt for L'Hôpitals regel til beregning af brøkers grænseværdier når både tæller og nævner går mod 0 eller {\displaystyle \infty }. Til trods for at reglen opfattes som værende opdaget af den schweisiske matematiker Johann Bernoulli , optrådte reglen for første gang på skrift i bogen Analyse des Infiniment Petits pour l'Intelligence des Lignes Courbes, som l'Hôpital udgav i 1696. Denne bog var ligeledes den første bog til at behandle infinitesimalregning af Gottfried Leibniz, men behandlede kun grenen differentialregning.

## galleri
- "Analyse des infiniment petits pour l'intelligence des lignes courbes", 1696
- "Analyse des infiniment petits pour l'intelligence des lignes courbes", 1715
- "Traité analytique"